# Хрістоффер I (король Данії)
Хрістоффер I Вальдемарсен (дан. Christoffer I Valdemarsen; 1219 — 29 травня 1259) — король Данії (1252—1259). Представник династії Естрідсенів.

## Біографія
Народився у родині данського короля Вальдемара II і португальської інфанти Беренгарії, доньки португальського короля Саншу I. Після смерті батька у 1241 році його брат Ерік Пловпеннінг, що став королем, надав Хрістоферу титул графа Лоланда та Фальстера.
Ймовірно Хрістофер спонукав іншого свого брата Абеля щодо змову проти короля. Втім вбивство Еріка IV у 1250 році не змінило становище Хрістофера. Новий король Абель не розширив маєтності та не додав титулів Хрістоферу. Лише загибель короля у 1252 році під час походу до Фрісландії дало змогу Хрістоферу висунути свої претензії на трон. Водночас він сприяв затриманню свого небожа Вальдемара у Кельні, архієпископу якого Данія заборгувала. Борг був сплачений лише після обрання Хрістофера новим королем. Вальдемар зміг повернутися у 1253 році, йому Хрістофер I надав володіння в Ютландії.
Новий король намагався замиритися зі всіма сусідами. У 1254 році в Любеку було укладено мир з Ганзейським союзом.
Для зміцнення свого становища король оголосив брата Еріка IV мучеником, водночас розповсюджував чутки щодо участь Абеля в його вбивстві. Цим підкреслювалося неможливість спадкування трону по лінії Абеля.
У внутрішній політиці король намагався спиратися на міста (у 1254 році надав статус міста Копенгагену) та приборкати вплив католицької церкви, проте стикнувся зі спротивом Якоба Ерландсена, архієпископа Лундського. Останній відмовився коронувати сина Хрістофера, а у 1256 році зібрати впливових священиків та магнатів, щоб провести закони для обмеження королівської влади. Взимку 1257—1258 року на прохання Ерландсена граф Гольштейна атакував Данію, проте зазнав невдачі.
Водночас у 1256 році проти Данії виступили Гокон IV, король Норвегії, шведський регент ярл Біргер Магнусон. Лише у 1257 році Хрістоферу I вдалося досягти миру з Норвегією та Швецією.
Водночас погіршувалося становище всередині країни: у 1256 та 1258 роках спалахували потужні селянські повстання, які були зі значними труднощами придушені. При цьому посилився конфлікт з церквою. Зрештою король наказав арештувати архієпископа Якоба Ерландсена. Це викликало спротив магнатів на чолі з Еріком Абельсоном, до яких долучилися Ярімар II Рюгенський, мекленбурзькі та померанські графи. Під час цих військових подій Хрістофера I було отруєно у місті Рібе.

## Родина
Дружина — Маргерет Самбірська
Діти:
- Ерік
- Мехтільда (1250—1299/1300), дружина Альбрехта III, маркграфа Бранденбург-Сальцведель
- Маргарет (1257—1306), дружина Іогана II, графа Гольштейн-Кільського
- Інгеборга
- Вальдемар
- Нільс